# Tiruchchendur
Tiruchchendur är en ort i Indien.   Den ligger i distriktet Thoothukkudi och delstaten Tamil Nadu, i den södra delen av landet, 2 200 km söder om huvudstaden New Delhi. Tiruchchendur ligger 9 meter över havet och antalet invånare är 29 872.
Terrängen runt Tiruchchendur är mycket platt. Havet är nära Tiruchchendur åt sydost.  Närmaste större samhälle är Kayalpattinam, 8,2 km norr om Tiruchchendur.